# Tony Fusaro
Tony Fusaro (...) è un personaggio televisivo e attore italiano, il cui nome è ricordato soprattutto quale primo commentatore del wrestling giapponese, il puroresu, per la trasmissione TV Catch the Catch dei primi anni ottanta..

## Biografia
Tony Fusaro, assieme a Dan Peterson, è responsabile del lancio dello sport-spettacolo in Italia, grazie alle reti Fininvest. Con un approccio all'apparenza molto serio, Fusaro inventa, per le diverse mosse della disciplina, tutta una serie di nomi, tra le quali si distinguono, il "Laccio californiano", la "Svastica", il "Volo d'angelo" e lo "Spaccacervello". Nelle telecronache affermava di essere presente al Nippon Budokan di Tokyo, cosa non vera: infatti il suo era un lavoro di commento su eventi acquistati e registrati.
Negli anni ottanta fu titolare della società di doppiaggio Tony Fusaro & C. con sede a Roma. Oltre a doppiare, ha recitato in diversi film in parti secondarie.
Scomparso dalle scene, si diffuse la voce che fosse morto, voce smentita dallo stesso Fusaro nel 2006 ai microfoni dell'emittente radiofonica R101.

## Vita privata
È sposato con la collega Cristina Piras.

## Filmografia parziale

### Attore

#### Cinema
- Rivelazioni di uno psichiatra sul mondo perverso del sesso, regia di Renato Polselli (1973)
- Gli uccisori, regia di Fabrizio Taglioni (1977)
- L'albero della maldicenza, regia di Giacinto Bonacquisti (1979)
- Sì... lo voglio!, regia di Angelo Pannacciò (1980)
- Peccati di giovani mogli, regia di Angelo Pannacciò (1981)

#### Televisione
- Sera di pioggia, regia di Leonardo Cortese - teleteatro (1963)
- Questa sera parla Mark Twain, regia di Daniele D'Anza - miniserie TV, episodio 1x03 (1965)
- Luisa Sanfelice, regia di Leonardo Cortese - miniserie TV, episodio 1x07 (1966)
- Il pane della follia, regia di Guglielmo Morandi - teleteatro (1966)
- Una Cenerentola alla moda, regia di Italo Alfaro - teleteatro (1966)
- Boris Godunov, regia di Giuliana Berlinguer - teleteatro (1966)
- Abramo Lincoln - Cronaca di un delitto, regia di Daniele D'Anza - film TV (1967)
- I racconti del faro, regia di Angelo D'Alessandro, miniserie TV, 4 episodi (1967)
- La fiera delle vanità, regia di Anton Giulio Majano - miniserie TV (1967)
- I fisici, regia di Franco Enriquez - film TV (1968)
- La brava gente, regia di Giuseppe Fina - film TV (1968)
- I ragazzi di padre Tobia, regia di Italo Alfaro - serie TV, episodio 1x08 (1968)
- Vivere insieme, regia di Ugo Sciascia - serie TV, episodio 1x76 (1969)

## Doppiaggio
- Radames Pera in La casa nella prateria[1]
- Erik Estrada in La battaglia di Midway[2]
- Mattia in Mattia l'astuto e l'oca
- Mike Testaquadra in La caccia al tesoro di Yoghi
- Knal in Pepito
- Bogey in Squadrone tuttofare
- Paul Williams in Sealab 2020
- Goldwing, King Robot e Guendam in Dieci magnifici eroi
- Falco in Falco il super bolide
- Takeshi in UFO Diapolon - Guerriero spaziale
- Makoto Kusaka, computer della nave e voce narrante in Blue Noah
- voce narrante in Fiabe popolari ungheresi (1ª voce)